# Aeroporto Internacional Philip S. W. Goldson
O Aeroporto Internacional Philip S. W. Goldson, é o principal aeroporto de Belize. Se encontra na Cidade de Belize, no distrito de Ladyville, a 30 min. do centro da cidade. Foi nomeado em homenagem à Phillip Stanley Wilberforce Goldson, político e editor belizenho.
Atualmente, o aeroporto está em ampliação, como o prolongamento da pista e o aumento da pista e do terminal, essas reformas são, principalmente, para receber voos da Europa. A previsão de entrega das obras é para 2015.
O aeroporto recebe voos locais de todo o Belize, América Central e América do Norte. É administrado pela Belize Airport Concession Company (Companhia de Concessões Aeroportuárias de Belize).
Devido à baixa altitude, 5 metros ao nível do mar, o aeroporto e a cidade de Belize se encontram em grave risco de inundações. Por isso, a capital de Belize foi transferida para Belmopán, mesmo assim, o aeroporto Philip S. W. Goldson continua sendo o maior e mais movimentado do país.

## Linhas Aéreas e Destinos
| Linhas Aéreas        | Destinos |
| -------------------- | --- |
| American Airlines    | Dallas, Miami |
| Atlantic Airlines    | Tegucigalpa, La Ceiba, Roatán, San Pedro Sula |
| Avianca              | San Salvador |
| Continental Airlines | Houston, Newark |
| Copa Airlines        | Cidade do Panamá |
| Delta Air Lines      | Atlanta |
| NICA                 | Atlanta |
| Delta Connection     | Atlanta |
| Maya Island Air      | Cancún, Cayo Corker, Cayo Chapel, Ciudad Flores, Ciudad de Guatemala, Corozal Town, Dangriga, San Pedro Sula, Placencia, Punta Gorda, San Pedro ,Savanah |
| Midwest Airlines     | San Pedro |
| Skyservice           | Toronto |
| Southwest Airlines   | Houston |
| TACA                 | Houston, San Pedro Sula, San Salvador |
| Tropic Air           | Cayo Corker, Cancún, Corozal, Dangriga, Flores, Kanantik, La Ceiba, Merida, Placencia, Punta Gorda, Roatan, San Pedro, Sarteneja                         |
| United Airlines      | Houston |
| US Airways           | Charlotte |

## Ligações Externas
- Página oficial do aeroporto (em inglês)
- Dados do aeroporto - World Aero Data (em inglês)